# 筷子幽蘭介
筷子幽蘭介（学名：Clithrocytheridea chiabana）为荊花介科幽蘭介屬下的一个种。